# Tchyjowka-Arena
La Tchyjowka-Arena (en biélorusse : Чыжоўка-Арэна, et en russe : Чижовка-Арена) est une salle omnisports située à Minsk en Biélorussie. Principalement utilisée pour le hockey sur glace, elle accueille l'équipe du HK Iounost Minsk. 

## Histoire
L'aréna comporte deux patinoires ; la plus petite des deux est ouverte en septembre 2013 alors que la grande patinoire ouvre le 25 décembre de la même année. En mai 2014, il s'agit d'une deux patinoires avec la Minsk-Arena à accueillir le championnat du monde de hockey sur glace 2014.

## Événements
- Championnat du monde de hockey sur glace 2014
- Ligue européenne féminine de volley-ball 2017